# ADAMAVA
ADAMAVA is een Belgisch kunstenaarscollectief dat eind 2000 werd opgericht door Jürgen Addiers, Axel Daeseleire, †Donald Madder en Adriaan Van Looy. Het collectief werd later aangevuld met Adalbert Gans.

## Benaming
ADAMAVA is een acroniem samengesteld uit de eerste letters van de familienamen van de oprichters;  Jurgen Addiers, Axel DAeseleire, †Donald MAdder, Adriaan VAn Looy.
ADAMAVA verwijst ook naar Adamavarium: ‘Adamavarium’ O. (Adamavaria), Optisch smaakmembraan; gelegen op de breuk van de hypofyse dat leidt tot de ontgroening van de blinde vlek.

## ADAMAVA Tentoonstellingen
- 2007 Cube
- 2007 De Donker Doos
- 2006 De Donker Doos
- 2006 Over 't water
- 2005 Zuiver ziel en de kloten
- 2004 Achter D’s ogen
- 2003 18+
- 2001 Adamava 2
- 2000 Adamava 1